# Symphonie concertante (Schmitt)
La Symphonie concertante pour orchestre et piano est un concerto pour orchestre et piano de Florent Schmitt. Composé en 1931 pour une commande de Serge Koussevitsky, elle fut créée par l'Orchestre symphonique de Boston dirigé par Koussevitsky le 24 novembre 1932 avec le compositeur au piano.

## Analyse de l'œuvre
1. Assez animé
2. Lent
3. Animé

- Durée d'exécution: trente minutes.